# 七里村
七里村（ななさとむら）は、かつて埼玉県北足立郡にあった村。現在のさいたま市見沼区の一部にあたる。

## 地理
現在のさいたま市見沼区東部にあたり、「七里地区」と称されることがある。西部はおおむね大宮台地上に位置するが、南部や東部には見沼田んぼにあたる区域もある。

## 歴史
- 1889年（明治22年）
  - 4月1日 - 町村制施行に伴い、大谷村・猿ヶ谷戸村・東門前村・東宮下村・膝子村・新堤村・風渡野村として発足し、7村で大谷村外6ヶ村組合を構成する。
  - 6月1日 - 同じ北足立郡内に大谷村（現・上尾市）が発足したことから、膝子村外6ヶ村組合と改称する。
- 1913年（大正2年）4月2日 - 膝子村外6ヶ村組合内の7村が合併し、七里村が発足[1][2]。旧村は七里村の大字となる。初代村長は吉田茂助、役場は旧東門前村（現・見沼区役所七里支所付近）に置かれた[2]。村名は、7村を合併したことに由来する[2]。
- 1929年（昭和4年）11月17日 - 七里村に北総鉄道（現・東武野田線）七里駅が開業する。
- 1955年（昭和30年）1月1日 - 大宮市へ編入[1]。同日七里村廃止。大字は大宮市へ継承された[2]。